# Arquimbald VIII de Borbó
Arquimbald VIII de Borbó, anomenat "el Gran", (- 21 de juliol de 1242) va ser senyor de Borbó. Era fill de Guiu II de Dampierre i Matilde I de Borbó.
Va succeir al seu pare, que va morir el 1216, a la senyoria de Borbó. També va rebre de part del rei Felip II la guàrdia d'Alvèrnia ("Conestable" a partir del 1223), una nova província integrada al domini reial i confiscada al comte Guiu II al 1213.
Es va casar amb primeres núpcies amb Alix o Guigona de Forez, filla de Guigó III de Forez, comte de Forez. Posteriorment la va repudiar.
- Margarida de Borbó-Dampierre, casada amb Teobald I de Navarra, rei de Navarra

Posteriorment es va tornar a casar amb Beatriu de Montluçon, filla d'Arquimbald de Montluçon. Van tenir diferents fills:
- Beatriu de Borbó, casada amb Berald VIII de Mercœur, senyor de Mercœur
- Arquimbald IX de Borbó, senyor de Borbó i comte de Nevers, d'Auxerre i de Tonnerre
- Maria de Borbó-Dampierre, casada amb Joan I de Dreux, comte de Dreux

Arquimbald VIII va morir en la batalla de Taillebourg.